# Theodor Leipart

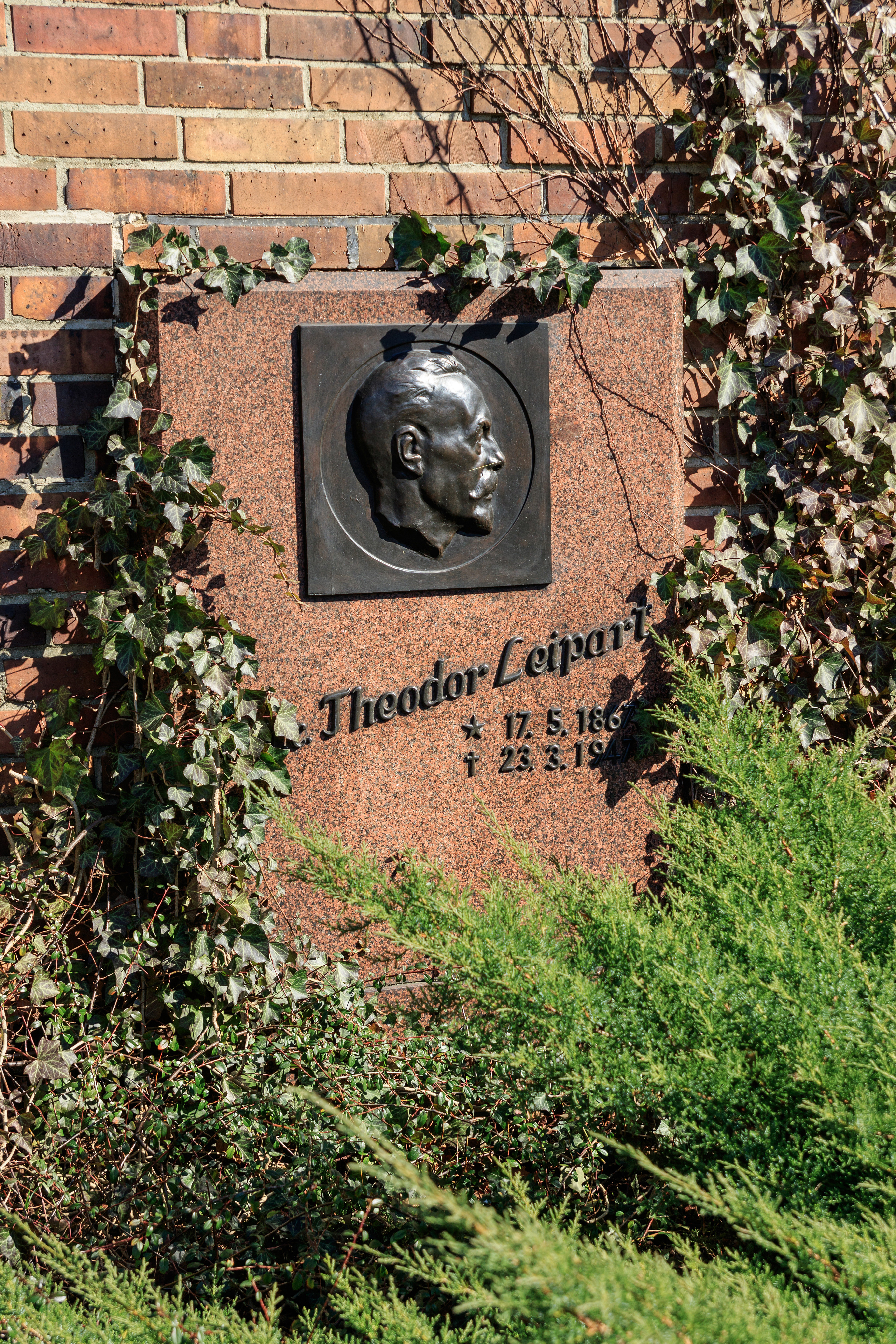
Das Grab von Theodor Leipart in der Gedenkstätte der Sozialisten, Berlin-Lichtenberg

Ernst Theodor Eduard Leipart (* 17. Mai 1867 in Neubrandenburg; † 23. März 1947 in Berlin-Zehlendorf) war ein führender deutscher Gewerkschafter und Politiker (SPD). Er war von 1919 bis 1920 Arbeitsminister des Volksstaats Württemberg, anschließend bis 1921 Landtagsabgeordneter. Von 1921 bis 1933 war Leipart Vorsitzender des Allgemeinen Deutschen Gewerkschaftsbunds.

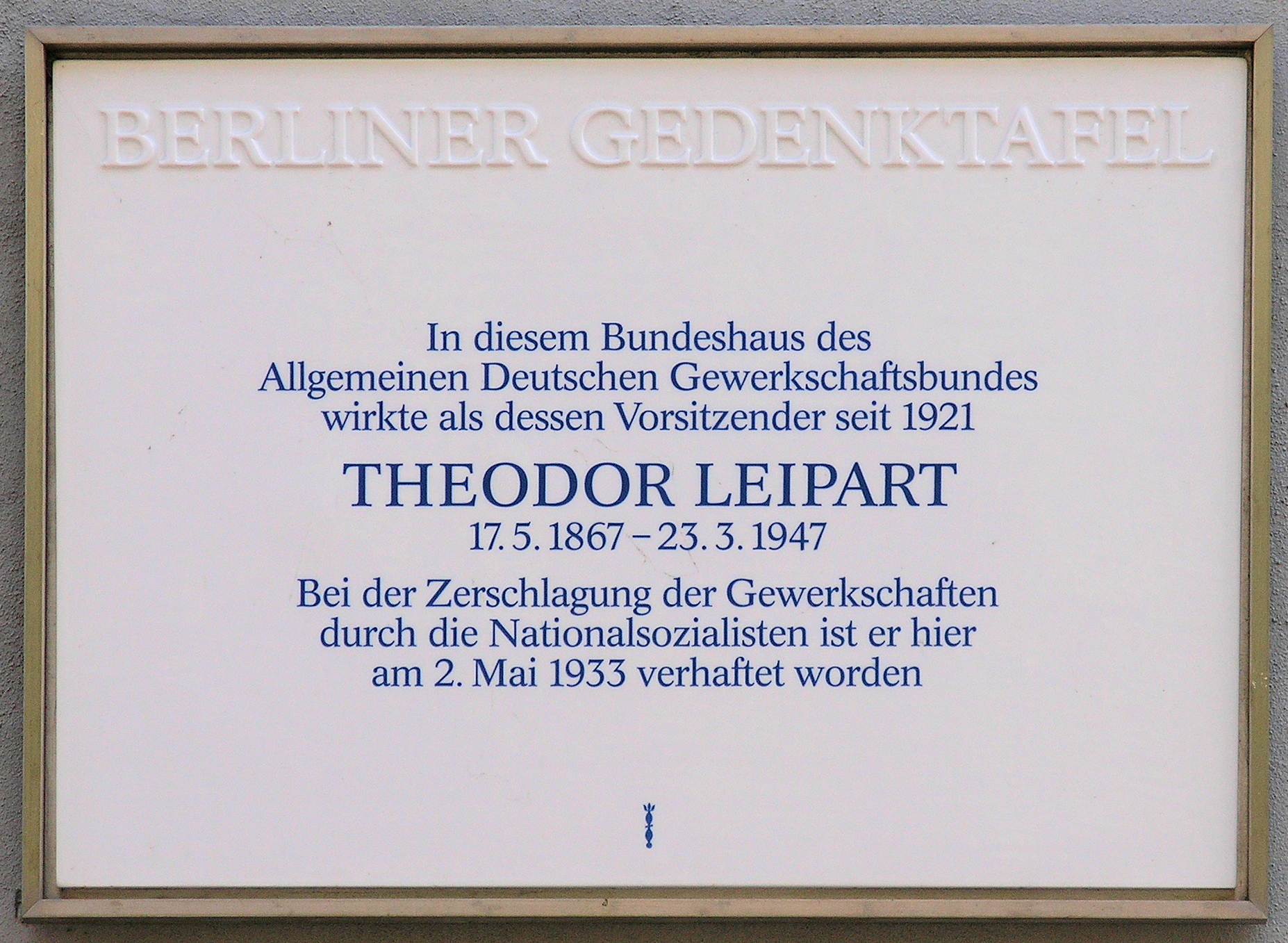
Berliner Gedenktafel Inselstraße 6 (Berlin-Mitte)

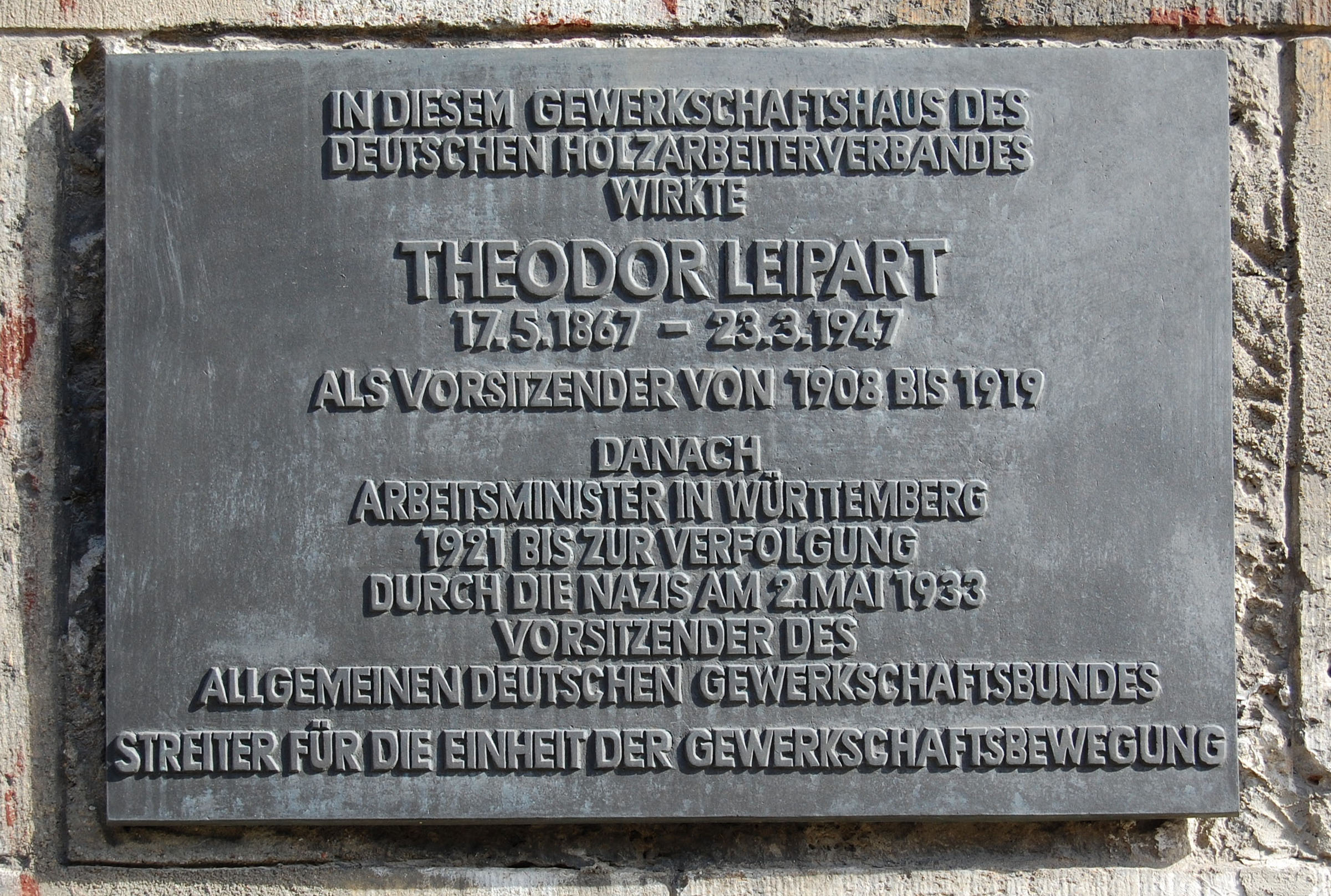
Gedenktafel für Theodor Leipart

## Leben
Theodor Leipart wurde als Sohn des aus Auerbach/Vogtl. stammenden Schneidermeisters und Damenschneiders (Ernst) Alexander Leipart (1831–1885) geboren, der schon in den 1860ern bis zu seinem Tod mit einer „Bettfeder-Reinigungs-Anstalt“ umher gereist war, und der Neubrandenburger Drechslertochter Wilhelmine (Charlotte Friederike), geb. Schmidt. Wegen des Reisegewerbes seines Vaters wuchs Leipart bei seinen Großeltern mütterlicherseits in Neubrandenburg auf. Er besuchte die Mittelschule seiner Geburtsstadt und wurde 1881 in Neubrandenburg konfirmiert.
Nachdem er in Hamburg das Handwerk des Drechslers erlernt hatte, schloss er sich 1886 der sozialdemokratischen Gewerkschaftsbewegung an. Von 1893 bis 1908 war er 2. Vorsitzende des Deutschen Holzarbeiterverbandes. Nach dem Tod von Karl Kloß im Jahre 1908 wurde er Vorsitzender der Gewerkschaft und zugleich Vorsitzender des Holzarbeitervereins Stuttgart.
Leipart war einer der „Nur-Gewerkschafter“ unter den deutschen Sozialdemokraten, die als einzige Aufgabe der Gewerkschaften, die Verbesserung der Lage der Arbeiter im Kapitalismus sahen und für die politische Neutralität der Gewerkschaften eintraten. Während des Ersten Weltkrieges gehörte er zu den Befürwortern der Burgfriedenspolitik.
Mitte des Jahres 1919 trat er als Arbeitsminister in die württembergische Regierung Blos ein. Dieses Amt bekleidete er nur etwas länger als ein Jahr. Vom Juni 1920 bis zum Februar 1921 hatte er ein Mandat im württembergischen Landtag, das er wegen seines beruflichen Wechsels nach Berlin vorzeitig niederlegte. Im Jahre 1921 wurde er zum Vorsitzenden des Allgemeinen Deutschen Gewerkschaftsbundes (ADGB) gewählt und kurz darauf im Jahr 1922 auch stellvertretender Vorsitzender des Internationalen Gewerkschaftsbundes. Von 1923 bis 1933 war Leipart Mitglied des Senats der Kaiser-Wilhelm-Gesellschaft zur Förderung der Wissenschaften.
In einer Grundsatzrede äußerte Leipart am 14. Oktober 1932 in der Bundesschule des ADGB in Bernau bei Berlin, dass die Gewerkschaften nicht länger geneigt seien, „Parteifesseln zu tragen“. Mit dieser äußerst vorsichtigen Formulierung distanzierte er sich aus der Sicht der Nationalsozialisten von der SPD, der die ADGB-Gewerkschaften traditionell nahestanden.
Leipart bemühte sich zusammen mit Wilhelm Leuschner, eine Fusion der beiden größten freien deutschen Gewerkschaften zu erreichen, um die Position der Gewerkschaften und damit der Arbeiterschaft im Deutschen Reich zu festigen.
Nach der Machtübernahme der Nationalsozialisten bemühte er sich als Vorsitzender des ADGB zunächst um Einvernehmen mit der neuen Staatsführung unter Adolf Hitler, was dazu beitrug, dass aus den Reihen der Gewerkschaften ein entschlossener Widerstand gegen die Nationalsozialisten ausblieb. Unmittelbar nach dem Tag der nationalen Arbeit kam Leipart am 2. Mai 1933 zusammen mit Leuschner im Rahmen der Zerschlagung der Gewerkschaftsbewegung in sogenannte Schutzhaft und wurde misshandelt. Wenig später wurde er auf Betreiben seiner Frau und aufgrund seiner schlechten gesundheitlichen Konstitution nach einem Krankenhausaufenthalt aus der Haft entlassen.
Im Jahre 1936 wurde Leipart wegen angeblicher Veruntreuung von Gewerkschaftsgeldern als Wahlkampfhilfe für die SPD der Prozess gemacht. Er hielt an seinem neuen Wohnort Berlin engen Kontakt mit seinen Freunden und ehemaligen Kollegen, die zum Teil im aktiven Widerstand waren. Für die geplante Einheitsgewerkschaft wurde er weiterhin trotz seines hohen Alters als potentielles Führungsmitglied gehandelt.
1946 trat Leipart der SED bei und setzte sich für die Bildung einer Einheitsgewerkschaft ein.
Leipart starb 1947 in Berlin-Zehlendorf und wurde auf dem Zentralfriedhof Friedrichsfelde in Berlin-Lichtenberg beigesetzt. Seine Grabstätte wurde 1950 in die damals von der DDR-Führung neu errichtete Gedenkstätte der Sozialisten integriert und gehört seither zur Reihe der Gräber und Denkmäler an deren Ringmauer.

## Ehrungen
- Ehrendoktorwürde der Handelshochschule Berlin[3]

## Veröffentlichungen (Auswahl)
- Beitrag zur Beurtheilung der Lage der Arbeiter in Stuttgart: nach statistischen Erhebungen. Dietz, Stuttgart 1900.
- Die Lage der Arbeiter in der Holzindustrie: nach statistischen Erhebungen des deutschen Holzarbeiter-Verbandes für das Jahr 1902. Dietz, Stuttgart 1904.
- Ein Denkmal dem Christlichen Holzarbeiter-Verband: aus Anlaß seiner Heldentaten im Schreinerstreik in Köln 1905. Selbstverlag, Stuttgart 1905.
- Die gesetzliche Regelung der Tarifverträge. Verlag der Generalkommission der Gewerkschaften Deutschlands, Berlin 1912.
- An meinen toten Sohn: Ernst Alexander Leipart als 17jähriger Kriegsfreiwilliger gefallen am 9. Dezember 1914 bei Ypern. Berlin 1914 (Digitalisat).
- Kriegsinvaliden und Gewerkschaften: Material zur Kriegsinvaliden-Fürsorge. Generalkommission der Gewerkschaften Deutschlands, Berlin 1915.
- Hrsg.: Die Verordnung über die Arbeitszeit: mit Erläuterungen. Verlag des Allgemeinen Deutschen Gewerkschafts-Bundes, Berlin 1924 (Digitalisat).
- mit Lothar Erdmann: Arbeiterbildung und Volksbildung. Allgemeiner Deutscher Gewerkschaftsbund, Berlin 1928.
- Carl Legien: ein Gedenkbuch. Verlag des Allgemeinen Deutschen Gewerkschafts-Bundes, Berlin 1929
- Hrsg.: Die 40 Stunden-Woche: Untersuchungen über Arbeitsmarkt, Arbeitsertrag und Arbeitszeit / herausgegeben im Auftrage des Allgemeinen Deutschen Gewerkschaftsbundes von Theodor Leipart. Verlagsgesellschaft des Allgemeinen Deutschen Gewerkschaftsbundes, Berlin 1931 (Digitalisat).
- mit Rudolf Breitscheid: Leipart und Breitscheid über die Notverordnung. Verlagsgesellschaft des Allgemeinen Deutschen Gewerkschaftsbundes, Berlin 1931 (Digitalisat).